# Pavlych
Pavlych (ukrainien : Павлиш, russe : Павлыш) est une commune urbaine de l'oblast de Kirovohrad, en Ukraine. Elle compte 4 543 habitants en 2021.